# Kathryn Mitchell
Pour les articles homonymes, voir Mitchell.
Kathryn Mitchell (née le 10 juillet 1982 à Hamilton) est une athlète australienne, spécialiste du lancer du javelot.

## Biographie
Elle se classe 9e des Jeux olympiques de 2012 et 5e des Championnats du monde 2013.
En février 2014, à Adélaïde, elle porte son record personnel à 66,10 m. Elle se classe deuxième de l'Adidas Grand Prix de New York, troisième du Mémorial Van Damme de Bruxelles, et termine au pied du podium des Jeux du Commonwealth à Glasgow.
Le 18 mai 2016, Kathryn Mitchell s'impose au World Challenge Beijing avec un jet à 64,37 m. Le 9 septembre, elle termine 2e du classement général de la Ligue de diamant avec 25 points derrière Madara Palameika (59 pts).
Le 6 juillet 2017, à Lausanne, Kathryn Mitchell bat son record personnel avec 66,12 m.
Le 21 janvier 2018, à Melbourne, Kathryn Mitchell bat sur élan réduit son record personnel, lançant à 66,73 m. Elle échoue à 10 centimètres du record d'Australie. Le 11 février, elle bat ce record d'Australie avec 67,58 m. Le 17, elle remporte le titre national avec 65,51 m. Le 3 mars, elle améliore de nouveau le record avec 68,57 m, devenant ainsi la 7e meilleure performeuse de l'histoire et réalisant le meilleur jet depuis la saison 2013.

## Palmarès
| Date | Compétition           | Lieu             | Résultat | Marque  |
| ---- | --------------------- | ---------------- | -------- | ------- |
| 2006 | Jeux du Commonwealth  | Melbourne        | 6e       | 55,22 m |
| 2010 | Jeux du Commonwealth  | New Delhi        | 5e       | 54,25 m |
| 2012 | Jeux olympiques       | Londres          | 9e       | 59,46 m |
| 2013 | Championnats du monde | Moscou           | 5e       | 63,77 m |
| 2014 | Jeux du Commonwealth  | Glasgow          | 4e       | 62,59 m |
| 2016 | Jeux olympiques       | Rio de Janeiro   | 6e       | 64,36 m |
| 2016 | Ligue de diamant      | Ligue de diamant | 2e       | détails |
| 2018 | Jeux du Commonwealth  | Gold Coast       | 1re      | 68,92 m |
| 2021 | Jeux olympiques       | Tokyo            | 6e       | 61,82 m |
| 2023 | Championnats du monde | Budapest         | finale   | DNS     |
| 2024 | Jeux olympiques       | Paris            | 7e       | 62,63 m |

## Records
| Épreuve           | Marque       | Lieu       | Date          |
| ----------------- | ------------ | ---------- | ------------- |
| Lancer du javelot | 68,92 m (AR) | Gold Coast | 11 avril 2018 |